# فورتشي (أركنساس)
فورتشي (بالإنجليزية: Fourche, Arkansas)‏ هي بلدة أمريكية تقع في الولايات المتحدة في مقاطعة بيري، أركنسو. يقدر عدد سكانها بـ 59 نسمة ومساحتها 0.5 كم2 و وترتفع عن سطح البحر 90 متر.